# Monacon ferrierei
Monacon ferrierei is een vliesvleugelig insect uit de familie Perilampidae. De wetenschappelijke naam is voor het eerst geldig gepubliceerd in 1961 door Baltazar.